# Rubens (Vorname)
Rubens [ˈhubẽjs] ist ein männlicher Vorname, der auch als Nachname verwendet wird.

## Herkunft und Bedeutung
Der Name Rubens geht auf die lateinische Vokabel rubens „rot“ zurück. Der Name wird daher auch mit Kraft, Leidenschaft und Energie in Verbindung gebracht.
Gelegentlich wird auch davon ausgegangen, dass der Name mit der Intention vergeben wird, eine Variante des Namens Ruben zu wählen, was jedoch nicht der Etymologie des Namens entspricht.

## Verbreitung
Der Name Rubens ist überwiegend in Brasilien verbreitet. Dort erfreute er sich in den 1950er und 1960er Jahren großer Beliebtheit, heute wird er nur noch selten vergeben.
Gelegentlich wird der Name auch in Spanien vergeben.

## Bekannte Namensträger
- Rubens Barrichello (* 1972), brasilianischer Automobilrennfahrer
- Rubens Bassini (1933–1985), brasilianischer Perkussionist
- Rubens Bertogliati (* 1979), ehemaliger Schweizer Radrennfahrer
- Rubens Borba de Moraes (1899–1986), brasilianischer Bibliothekar, Bibliograph, Bibliothekswissenschaftler, Bücherfreund, Historiker und Forscher
- Rubens Fadini (1927–1949), italienischer Fußballspieler
- Rubens de Falco (1931–2008), brasilianischer Schauspieler
- Rubens Duval (1839–1911), französischer Orientalist
- Rubens Fernando Moedim (* 1982), brasilianischer Fußballtorhüter
- Cândido Rubens Padín (1915–2008), römisch-katholischer Geistlicher und Bischof
- Rubens Rangel (1904–1974), brasilianischer Politiker
- Rubens Sambueza (* 1984), argentinischer Fußballspieler
- Rubens Sevilha (* 1959), brasilianischer Ordensgeistlicher und römisch-katholischer Bischof
- John Rubens Smith (1775–1849), britisch-amerikanischer Maler, Grafiker und Kunstlehrer